# Yankee Girl
Yankee Girl è una supereroina che comparve nei fumetti della serie Femforce pubblicati dalla AC Comics. Il personaggio si basa su una supereroina oscura della Golden Age, che comparve in un numero di Dynamic Comics n. 23 (novembre 1947), pubblicato da Harry "A" Chesler.

## Biografia del personaggio
L'identità segreta di Yankee Girl è Lauren Mason, un'eroina proveniente dalla Golden Age dei fumetti che la AC rivitalizzò e incorporò nel mondo moderno. I suoi poteri furono originariamente donati dal mago Merlino in persona al fine di produrre un campione durante i tempi oscuri della seconda guerra mondiale.
Nella continuità dell'universo AC, Yankee Girl e altri numerosi eroi della Golden Age entrarono volontariamente in animazione sospesa come asso nella manica da risvegliare quando il mondo avrebbe avuto bisogno di loro. Durante la storia "Shroud Wars" in Femforce, questi eroi furono risvegliati, e ci si riferì inizialmente a loro come ai "Vault Champions". Dopo le Shroud Wars, questi eroi cominciarono la loro carriera di combattenti del crimine nella nuova era moderna. I poteri di Yankee Girl derivavano dalla magia, e le consentivano di volare, la super forza e l'invulnerabilità.
Yankee Girl era ancora essenzialmente una giovane donna che crebbe negli anni trenta e quaranta, e fu descritta come una persona relativamente ingenua riguardo al mondo moderno e di come la società era cambiata. In vari numeri di Femforce, Yankee Girl servì da icona pubblicitaria per "Dunkies", una popolare marca di torte snack, insieme alla Span-X, un'industria di tessuti particolari per i supereroi, cosa che ebbe risultati clamorosi.

## Poteri e abilità
Quando Lauren disse le parole magiche Karma Madre Tolon, cambiò istantaneamente nel suo costume da supereroina e ottenne i suoi super poteri. In questa forma poteva sollevare 4 quintali e mezzo, è quasi immune ai danni e può volare. Può anche sopravvivere nello spazio aperto.